# Ladeira do Carmo em 1860
Ladeira do Carmo em 1860 é uma pintura do artista Augusto Luiz de Freitas, criada na década de 1920, no Brasil. O óleo sobre tela integra a coleção do Museu do Ipiranga, também conhecido como Museu Paulista, e retrata, baseado em fotografia de Militão Augusto de Azevedo, vista da Ladeira do Carmo em direção ao Aterro do Brás, em São Paulo, na década de 1860.

## Descrição e análise

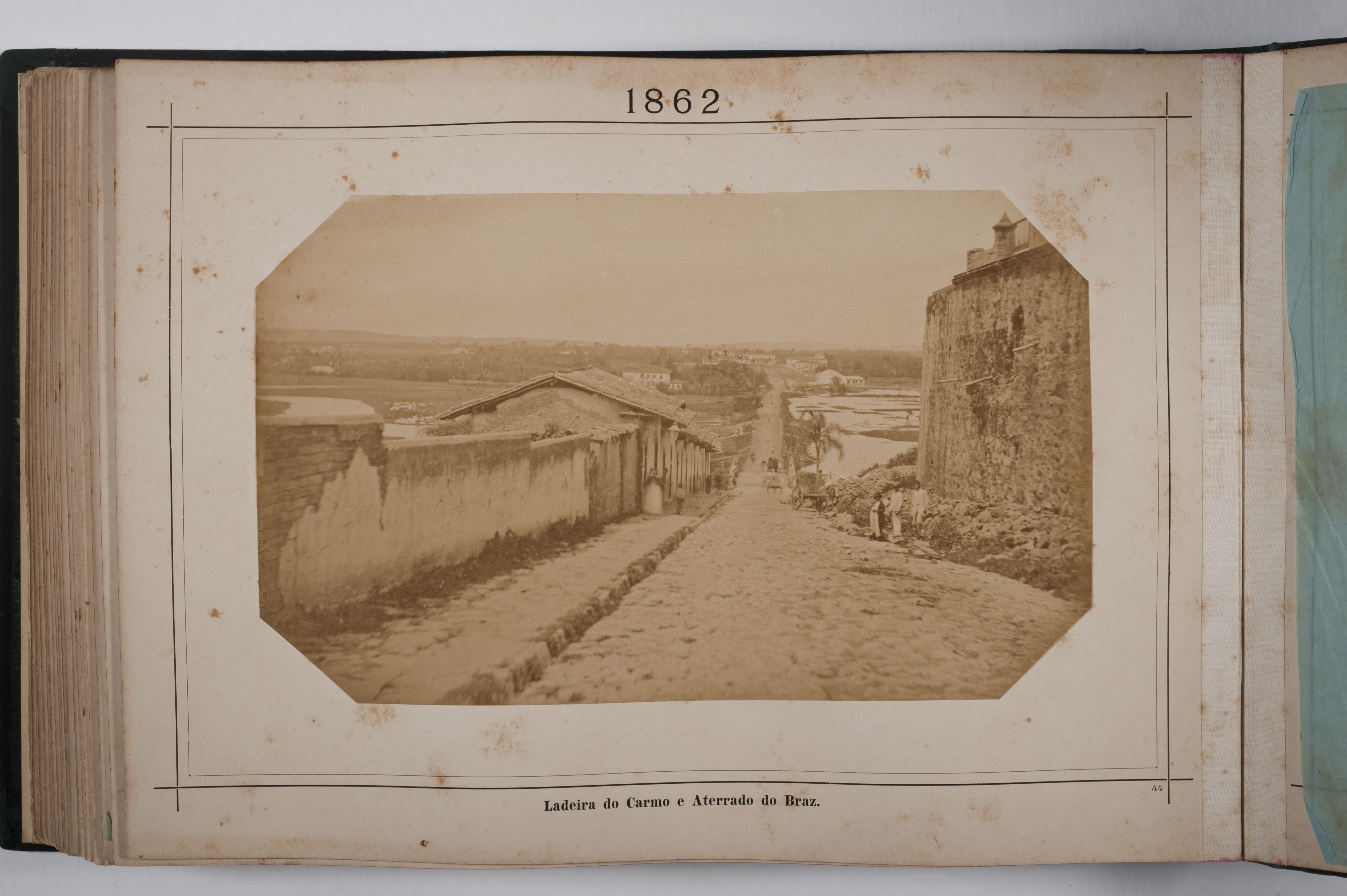
Fotografia de Militão Augusto de Azevedo tirada em 1862 que inspirou a pintura de Augusto Luiz de Freitas

A pintura de óleo sobre tela foi baseada na fotografia de Militão Augusto de Azevedo, intitulada Ladeira do Carmo e Aterrado do Braz (1862). A fotografia integra o Álbum Comparativo da Cidade de São Paulo (1862-1887), que registra as mudanças urbanas na região central de São Paulo em um período de 25 anos. Há duas fotografias tiradas por Militão a partir do mesmo posicionamento, Ladeira do Carmo e Aterrado do Braz (1862) e Ladeira do Carmo e Aterrado do Braz (1887), sendo que Augusto de Freitas utilizou como referência somente os elementos da fotografia de 1862, que captura um momento de cheia do rio Carmo e na qual ainda não estavam presentes elementos da modernização do espaço, como as construções já presentes em 1887. 
Assim como na fotografia, a obra de Augusto Luiz de Freitas retrata vista da Ladeira do Carmo, em direção ao Aterro do Brás, na qual é possível visualizar ao fundo a várzea do Carmo em período de cheia. Augusto pinta uma charrete puxada por um animal à direita, substituindo as figuras humanas que aparecem na fotografia original, além de trocar o calçamento de paralelepípedos por um chão de terra batida irregular. Tais substituições somadas à paleta de cor escolhida pelo artista reforça o aspecto colonial-imperial da cena.
A pintura integra um conjunto de obras encomendadas na década de 1920 por Affonso Taunay, o então diretor do Museu Paulista, com o objetivo de fomentar um imaginário sobre a região por ocasião do centenário da Independência do Brasil. Nos anos 1920, a região da Várzea do Carmo, compreendendo o que hoje se conhece também como Parque Dom Pedro II, passava por transformações em sua estrutura devido ao projeto de parque público aos moldes europeus que o governo implementava. Para Taunay, era importante que houvessem representações da região por seu aspecto colonial-imperial pitoresco, antes que a memória da cidade de São Paulo antiga fosse  trocada por imagens de modernidade que chegavam com as alterações urbanas do período e com os novos habitantes que chegavam ali, em especial os imigrantes.